# The Ambergris Element
"The Ambergris Element" és el tretzè episodi de la primera temporada de la sèrie de televisió animada de ciència-ficció estatunidenca Star Trek. Es va emetre per primera vegada a la programació de l'NBC dissabte al matí l'1 de desembre de 1973, i va ser escrit per Margaret Armen. qui va escriure l'episodi anterior "The Lorelei Signal" i també va treballar en episodis de La sèrie original.
En aquest episodi, el capità Kirk i el primer oficial Spock es transformen misteriosament en respiradors d'aigua.

## Argument
En data estel·lar 5499.9, mentre explorava el planeta Argo, que es va transformar en un planeta d'aigua per pertorbacions sísmiques, el Capità Kirk de la nau estel·lar de la Federació Enterprise i el seu oficial científic Spock es perden del grup de recerca quan la seva llançadora és atacada per una criatura marina gegant. Després d'una llarga recerca, els troben tots dos, misteriosament transformats en respiradors d'aigua. L'anàlisi del director mèdic McCoy indica que això no s'hauria pogut aconseguir mitjançant cap procés natural, el que porta a la conclusió que encara ha d'existir vida intel·ligent al planeta, però sota els mars.
Per tornar a la normalitat, Kirk i Spock han de buscar les formes de vida intel·ligents responsables de la seva transformació. Com que el transbordador aquàtic va ser destruït quan la criatura marina els va atacar, neden per buscar respostes. Es troben amb un grup d'aquans (membres d'una civilització submarina avançada) que expressen por i fàstic abans de nedar. Kirk i Spock els segueixen des de la distància i són capturats mentre admiren la ciutat submarina dels aquans. Els porten a una tribuna on els acusen de ser espies. Un membre del consell, Rila, els defensa i demana que se'ls doni l'oportunitat d'explicar-se. Malauradament, la reunió és interrompuda pels aquans que informen que tres respiradors d'aire han envaït el fullatge del mar. Es refereixen al Sr. Scott i a la resta del grup d'assistència que es van traslladar del seu lloc original per intentar informar a Kirk i Spock d'un terratrèmol imminent. En escoltar aquesta notícia, el líder del consell decideix que Kirk i Spock han de sortir a la superfície i deixar-los sufocar-se.
Rila, l'únic conseller simpatitzant, els salva la vida dirigint el grup d'assistència a ells. A continuació, explica la història d'Aquan que els va provocar la por als respiradors d'aire, revelant que la mutació inversa és possible, però prohibida. Malgrat la prohibició, Kirk demana la seva ajuda per localitzar la fórmula perduda per revertir la transformació i capturar una sur-serp gegant el verí de la qual és clau per a l'antídot.

## Recepció
John Peel, escrivint per a la revista The Star Trek Files, va descriure l'episodi com "una història particularment ximple", citant una història amb coses fetes que no es podrien haver fet amb imatge real, però sense pensar-hi.
Com a part de la seva sèrie d'articles del programa del 2017, Keith DeCandido va puntuar això amb un 5 sobre 10, citant el clímax de l'episodi com a "embolidor".